# Zermizinga sinuata
Zermizinga sinuata är en fjärilsart som beskrevs av W. Warren 1897. Zermizinga sinuata ingår i släktet Zermizinga och familjen mätare. Inga underarter finns listade i Catalogue of Life.

## Bildgalleri

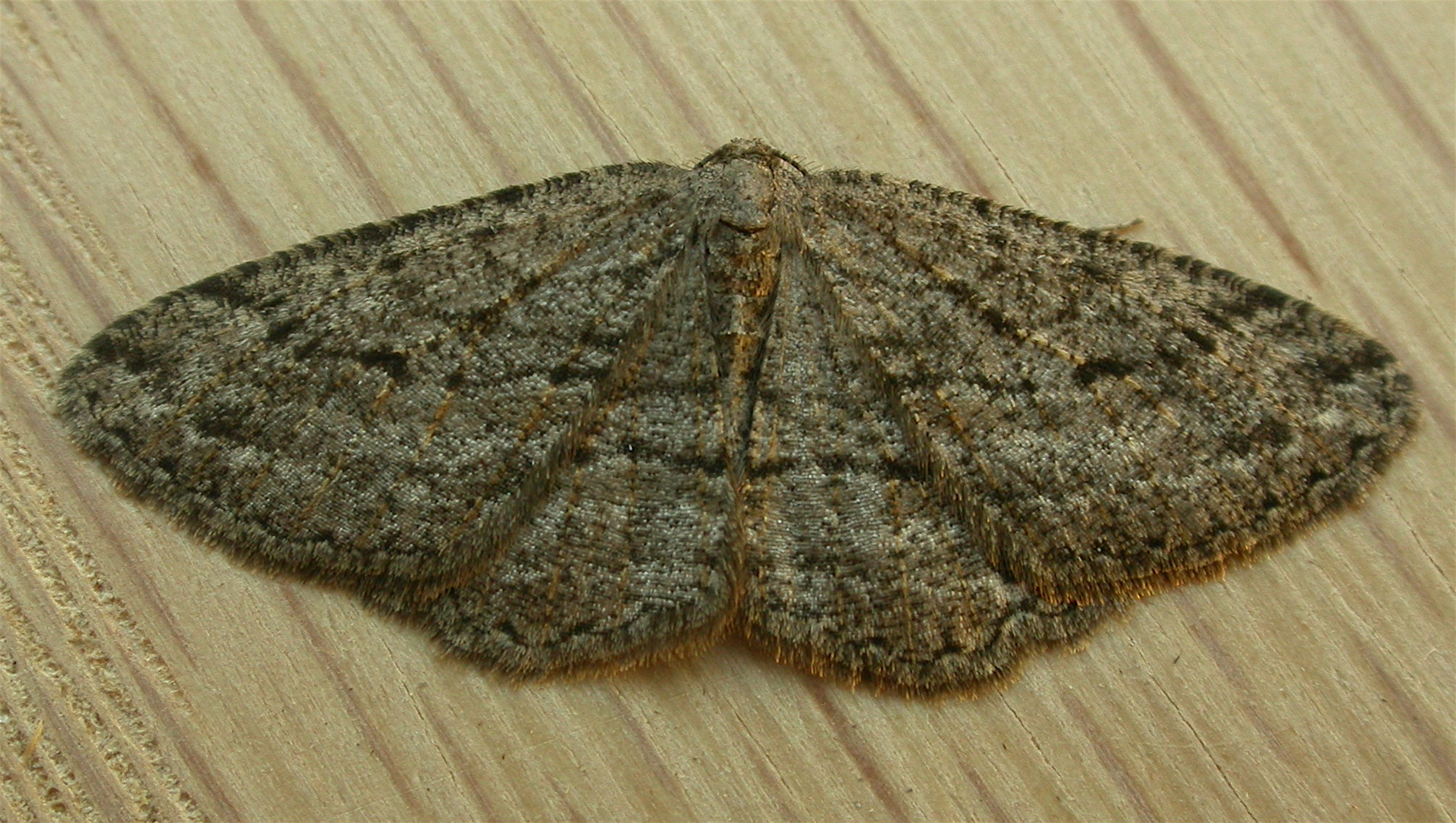